# Danh sách lâu đài ở Đức
Đây là danh sách các lâu đài và các công trình tương tự ở Đức. Bao gồm các lâu đài (tiếng Đức: Burg, Schloss), pháo đài (tiếng Đức: Festung), cung điện (tiếng Đức: Schloss, Palais, Palast), trang viên và tháp canh.

## Sử dụng
| Baden-Württemberg                                        | Bayern                                                | Berlin                                               | Brandenburg                                     |
| -------------------------------------------------------- | ----------------------------------------------------- | ---------------------------------------------------- | ----------------------------------------------- |
| Bài chi tiết: Danh sách lâu đài ở Baden-Württemberg      | Bài chi tiết: Danh sách lâu đài ở Bayern              | Bài chi tiết: Danh sách lâu đài ở Berlin             | Bài chi tiết: Danh sách lâu đài ở Brandenburg   |
| Bremen                                                   | Hamburg                                               | Hessen                                               | Niedersachsen                                   |
| Bài chi tiết: Danh sách lâu đài ở Bremen                 | Bài chi tiết: Danh sách lâu đài ở Hamburg             | Bài chi tiết: Danh sách lâu đài ở Hessen             | Bài chi tiết: Danh sách lâu đài ở Niedersachsen |
| Mecklenburg-Vorpommern                                   | Nordrhein-Westfalen                                   | Rheinland-Pfalz                                      | Saarland                                        |
| Bài chi tiết: Danh sách lâu đài ở Mecklenburg-Vorpommern | Bài chi tiết: Danh sách lâu đài ở Nordrhein-Westfalen | Bài chi tiết: Danh sách lâu đài ở Rheinland-Pfalz    | Bài chi tiết: Danh sách lâu đài ở Saarland      |
| Sachsen                                                  | Sachsen-Anhalt                                        | Schleswig-Holstein                                   | Thüringen                                       |
| Bài chi tiết: Danh sách lâu đài ở Sachsen                | Bài chi tiết: Danh sách lâu đài ở Sachsen-Anhalt      | Bài chi tiết: Danh sách lâu đài ở Schleswig-Holstein | Bài chi tiết: Danh sách lâu đài ở Thüringen     |